# Fogli su fogli
Fogli su Fogli è un album unplugged del cantante pop italiano Riccardo Fogli,  pubblicato nel 1994 dall'etichetta discografica Fonit Cetra.
Il disco contiene i brani inediti Monica e Quando sei sola, presentato al Festival italiano 1994.
L'album ha avuto un sequel, Altri Fogli su Fogli, pubblicato successivamente.

## Tracce
1. Monica
2. Quando una lei va via
3. Una donna così
4. Storie di tutti i giorni
5. In silenzio
6. Amore di guerra
7. Pierre
8. Io ti prego di ascoltare
9. Che ne sai
10. Quando sei sola
11. Mondo (Carla Vistarini - Luigi Lopez)
12. Malinconia
13. Per Lucia
14. Alla fine di un lavoro